# Kevin Conboy
Kevin Conboy est un footballeur international danois, né le 15 octobre 1987 à Esbjerg. Évoluant au poste d'arrière gauche, il joue actuellement avec le FC Utrecht.

## Palmarès
- NEC Nimègue
  - Vainqueur de la Eerste divisie en 2015.

## Statistiques
| Saison    | Club        | Pays           | Championnat        | Coupes nationales | Coupe d'Europe | Danemark |
| --------- | ----------- | -------------- | ------------------ | ----------------- | -------------- | -------- |
| 2007-2008 | Esbjerg fB  | SAS Ligaen     | 5 matchs           | -                 | -              | -        |
| 2008-2009 | Esbjerg fB  | SAS Ligaen     | 18 matchs          | -                 | -              | -        |
| 2009-2010 | Esbjerg fB  | SAS Ligaen     | 23 matchs          | -                 | -              | -        |
| 2010-2011 | Esbjerg fB  | SAS Ligaen     | 30 matchs / 1 but  | -                 | -              | -        |
| 2011-2012 | Esbjerg fB  | 1.Division     | 3 matchs           | -                 | -              | -        |
| 2011-2012 | NEC Nimègue | Eredivisie     | 26 matchs / 1 but  | 5 matchs          | -              | -        |
| 2012-2013 | NEC Nimègue | Eredivisie     | 22 matchs / 2 buts | -                 | -              | 1 match  |
| 2013-2014 | NEC Nimègue | Eredivisie     | 33 matchs / 4 buts | 7 matchs / 1 but  | -              | -        |
| 2014-2015 | NEC Nimègue | Eerste divisie | 35 matchs / 1 but  | 2 matchs          | -              | -        |
| 2015-2016 | FC Utrecht  | Eredivisie     | 8 matchs           | 1 match           | -              | -        |
| 2016-2017 | FC Utrecht  | Eredivisie     | 10 matchs / 1 but  | 2 matchs / 1 but  | -              | -        |

Dernière mise à jour le 20/02/2017